# Château de l'abbaye Saint-Aubert
Le château de l'abbaye Saint-Aubert est un château situé sur la commune d'Avesnes-le-Sec dans le département du Nord.

## Historique
En 1788, les moines de l'abbaye Saint-Aubert de Cambrai, sous la prélature de Jean-François-Marie-Joseph Ysebrant de Lendonck, ont fait bâtir le château actuel sur des terres appartenant à l'abbaye. Les plans seraient d'Ange-Jacques Gabriel ou d'Alexandre-Théodore Brongniart.
Le château est vendu comme bien national sous la Révolution. À l'aide d'un prête nom, le comte François Marie Joseph de Frahan en devient le propriétaire. Il est vendu par ses descendants à Pierre Joseph Danjou en 1853, puis à Nicolas Meriaux en 1884.
En 1887, Marie-Adélaide Verkinder, épouse du député Ernest Déjardin, acquiert le château. Il passe à sa fille et son gendre, l'ambassadeur Pierre Lefèvre-Pontalis.
Durant la Première Guerre mondiale, le château devient l'État-major du Jagdgeschwader 1 et le baron Manfred von Richthofen y réside.
Le château, ses douves et ses ponts font l’objet d’un classement au titre des monuments historiques depuis le 21 septembre 1983, tandis que les bâtiments des communs, le bâtiment ancien situé en bordure du chemin numéro 4, les façades et les toitures de la tour-pigeonnier et du pavillon situé dans le parc et le mur d'enceinte avec ses portails font l’objet d’une inscription au titre des monuments historiques depuis cette même date.